# Karsten Beneke
Karsten Beneke (* 18. Dezember 1958 in Potsdam) ist ein deutscher Volkswirt und politischer Beamter. Von 2005 bis 2010 war er Staatssekretär in Nordrhein-Westfalen.

## Ausbildung
Nach dem Abitur 1977 am Gymnasium in Ulm und dem Wehrdienst 1978 nahm Beneke ein Studium der Volkswirtschaftslehre an der Ludwig-Maximilians-Universität München auf, das er 1984 als Diplom-Volkswirt abschloss.

## Beruflicher Werdegang
Bis 1987 war er Wissenschaftlicher Assistent an der Ludwig-Maximilians-Universität und anschließend – bis 1989 – Referent im Sekretariat der Enquête-Kommission „Technikfolgenabschätzung“ beim Deutschen Bundestag.
Von 1990 an arbeitete er als Referent im Bundesministerium für Bildung und Forschung; 1995 wurde er dort Referatsleiter.
Von 1999 bis 2001 war Beneke Leiter Unternehmensentwicklung und Internationale Beziehungen, von 2002 bis 2004 Direktor für Raumfahrt und Verkehr im Deutschen Zentrum für Luft- und Raumfahrt in Köln-Porz. Bis Juni 2005 folgte die Tätigkeit als Direktor für das nationale Raumfahrtprogramm im Deutschen Raumfahrtmanagement in Bonn.
Von 2011 bis 2024 war Beneke stellvertretender Vorstandsvorsitzender der Forschungszentrum Jülich GmbH (FZJ GmbH). Als kaufmännischer Geschäftsführer verantwortete er die Bereiche Verwaltung und Infrastruktur der FZJ GmbH.

## Öffentliche Ämter
Im Juli 2005 ernannte ihn Ministerpräsident Jürgen Rüttgers zum nordrhein-westfälischen Staatssekretär für Bundes- und Europaangelegenheiten und berief ihn zum Bevollmächtigten des Landes beim Bund.
Von Juli 2006 bis zur Ablösung der Regierung Rüttgers durch die Regierung Kraft I im Juli 2010 war Beneke Chef der Staatskanzlei des Landes Nordrhein-Westfalen.

## Familie
Karsten Beneke ist verheiratet und hat vier Kinder.